# Didymodon capitatus
Didymodon capitatus är en bladmossart som beskrevs av Hugh Neville Dixon, Sappa och Piovano 1947. Didymodon capitatus ingår i släktet lansmossor, och familjen Pottiaceae. Inga underarter finns listade i Catalogue of Life.